# Charmaine Hooper
Charmaine Hooper (* 15. Januar 1968 in Georgetown, Guyana) ist eine kanadische Fußballspielerin. Die Stürmerin spielte für die New Jersey Wildcats in der W-League und die kanadische Nationalmannschaft.

## Werdegang
Hooper absolvierte zwischen 1986 und 2006 130 Länderspiele für Kanada und erzielte dabei 71 Tore. Beides waren lange Zeit Rekordwerte für die kanadische Auswahl, wurden aber mittlerweile überboten. Ihr erstes Länderspiel bestritt sie am 7. Juli 1986 gegen die USA. 1995, 1999 und 2003 nahm sie an der Frauenfußball-Weltmeisterschaft teil. 2003 erzielte sie  mit 35 Jahren und 261 Tagen ein WM-Tor und war damit bis zum 9. Juni 2015 älteste WN-Torschützin. Sie wurde dann von Formiga (Brasilien) abgelöst, die bei ihrem Tor 37 Jahren und 98 Tage alt war. 
1994, 1995 und 2002 wurde sie als Kanadas Fußballerin des Jahres ausgezeichnet.
Im Februar 1999 spielte sie aus Anlass der Auslosung der Gruppen der WM 1999 mit einer FIFA-Weltauswahl gegen die Frauen-Fußballnationalmannschaft der Vereinigten Staaten. Das Spiel wird aber nicht als offizielles Länderspiel gezählt. 
Sie studierte an der North Carolina State University. Ferner spielte sie für Atlanta Beat in der WUSA sowie für die Chicago Cobras, Rockford Dactyls sowie für Vereine in Norwegen, Italien und Japan. Zuletzt spielte sie in der W-League für die New Jersey Wildcats.
Hooper ist Athletenbotschafterin der Entwicklungshilfeorganisation Right to Play.
2012 wurde sie in die Canadian Soccer Hall of Fame aufgenommen. Im Juni 2012 wurde sie als eine von 11 Spielerinnen des „All-Time Canada XI - women's team“ benannt.